# لا يا من كنت حبيبي (فلم)
لا يا من كنت حبيبى فيلم مصري أنتج عام 1976. بطولة محمود ياسين ونجلاء فتحي وإخراج حلمي رفلة.

## نبذة
يقف عادل ضد محاولات المدير شوكت لاستغلال منصبه في عمليات بناء مشبوهة ويتخلص منه شوكت بأن يدبر له جريمة قتل تدخله السجن، وهو الذي يرتكبها، تقوم نجوى خطيبة عادل باللجوء إلى المحامى مدحت زير النساء من أجل إثبات براءة عادل، وتعامله على أنها أخت عادل يبدأ في مغازلتها مقابل الدفاع عن عادل، ويبحث عن أدلة ويقف بالمرصاد ضد شوكت بعد أن كان محاميه الخاص فيما قبل، تتمكن نجوى من إثبات فساد شوكت، وتصور له صورًا فاضحة لزوجتة مع يوسف، مدير مكتبه، وأمين أسراره، مما يدفع هذا الأمر إلى كشف حقيقة شوكت، وتبرئ العدالة ساحة عادل، ويكتشف مدحت أنه أحب نجوى، ويبدأ عادل في الشك في نجوى، ويتركها، كى تذهب إلى مدحت.

## الشخصيات
- محمود ياسين: (مدحت) - محامي
- نجلاء فتحي: (نجوى) - صحفية
- سمير صبري: (عادل) - مهندس
- محمود المليجي: (شوكت) - مدير شركة بناء
- إبراهيم عبد الرازق (يوسف) - مدير مكتب مدير شركة المقاولات
- عبد الغنى النجدي: (مصيلحي عبد الكريم) - بواب عمارة
- فتحية شاهين: والدة نجوي
- فاروق فلوكس: مدير مكتب مدحت
- نادية عزت: دلال زوجة عشيقة وعشيقة يوسف
- أبو الفتوح عمارة :أحد المساجين
- سمير ولي الدين : دسوقي أحد موظفين الشركة
- نعيمة الصغير :زوجة دسوقي
- صالح الإسكندراني
- نجوى فؤاد : راقصة ضيفة شرف
- زين العشماوي
- سمير مرقص

## فريق العمل
- التصوير السينمائي: عصام زايد
- المونتاج: نادية شكري
- تركيب النيجاتيف : وداد راغب
- ماكياج: رشدى إبراهيم
- الموسيقى:فؤاد الظاهرى
- الإنتاج: سعد شنب
- الموقع والمناظر: محمد شنب - مدينة السينما
- قسم الصوت: نصرى عبد النور
- التصوير الفوتوغرافى: حسين بكر
- الإخراج: حلمي رفلة